# Peter von Sivers (Historiker)
Peter von Sivers (* 1940) ist ein US-amerikanischer Historiker.

## Leben
Nach dem Abitur am Städtischen Realgymnasium Koblenz 1960 studierte er bei Eric Voegelin und Hans Joachim Kißling Politikwissenschaft, Geschichte und Kultur des Nahen Ostens, Philosophie an der Ludwig-Maximilians-Universität München (1960–1967) und School of Oriental and African Studies (Herbst 1964). Er hatte Stipendien der Volkswagenstiftung, der Earhart Foundation und des British Council (1964–1967).
Nach der Promotion zum Dr. phil. (magna cum laude, Philosophische Fakultät, LMU) im Juli 1967 war er Assistent, Institut für Politikwissenschaft, Universität München, 1967–1968; Visiting Assistant Professor, 1968–1969, und Lecturer, Abteilung für Geschichte, UCLA, 1970–1975; Visiting Assistant Professor am Department of History der Northwestern University, 1969–1970 und seit 1975 Associate Professor am Department of History der University of Utah.

## Werke (Auswahl)
- Khalifat, Königtum und Verfall. Die politische Theorie Ibn Khaldūns (= Schriftenreihe zur Politik und Geschichte). List, München 1968, OCLC 561681202 (zugleich Dissertation, München 1967).
- (Hrsg.): Respublica Christiana. Politisches Denken des orthodoxen Christentums im Mittelalter. Sacerdotium ac imperium. John of Salisbury. Thomas von Aquin. Wilhelm von Ockham. Konzilstheoretiker (= List-Hochschulreihe Geschichte des politischen Denkens. Band 1506). List, München 1969, OCLC 72949062.
- (Hrsg.): Eric Voegelin: History of political ideas. Volume 2. The Middle Ages to Aquinas (= The collected works. Band 20). University of Missouri Press, Columbia 1997, ISBN 0-8262-1142-9.
- mit Charles A. Desnoyers und George Stow: Patterns of world history. Oxford University Press, New York 2012, ISBN 978-0-19-533287-2.